# Schöne Jugend
Schöne Jugend (Originaltitel: Hermosa juventud) ist ein Film von Jaime Rosales. Er lief bei den Internationalen Filmfestspielen von Cannes 2014 (Titel Beautiful Youth) in der Sektion „Un Certain Regard“, wo ihm eine Empfehlung der ökumenischen Jury ausgesprochen wurde. Der Kinostart in Deutschland war am 3. Dezember 2015.

## Handlung
Carlos und Natalia sind verliebt und leben jeweils bei ihren Eltern in Madrid. Die Situation im Land ist angespannt; den Leuten geht es wirtschaftlich schlecht und die Arbeitslosigkeit ist hoch. So haben auch Carlos und Natalia keine hochfliegenden Zukunftspläne. Um etwas Geld zu verdienen, beschließen sie, einen Amateur-Pornofilm zu drehen. Erst mit der Geburt ihrer gemeinsamen Tochter Julia verändert sich ihr Weltbild.

## Kritik
Der Filmdienst urteilt, der „illusionslose, mitunter spröde Film kreist um ein bleiern-stagnierendes Lebensgefühl und porträtiert eine verlorene Generation“. Auch wenn „Inszenierung und Hauptdarsteller bei aller sozialen Melancholie leichtere Töne anklingen lassen, steht im Mittelpunkt des Prekariatsdramas die Normalität der Verelendung“.

## Auszeichnungen
Die Honorierungen bei Filmfestivals und Preisverleihungen kaprizierten sich insbesondere auf die Leistung der Hauptdarstellerin Ingrid García-Jonsson. So erhielt sie beim spanischen Filmpreis Goya 2015 eine Nominierung als beste Nachwuchsdarstellerin. Ausgezeichnet wurde sie beim Lisbon & Estoril Film Festival 2014, bei den Sant Jordi Awards 2015, bei der Toulouse Cinespaña 2014 sowie bei den Turia Awards 2015. Bei den Gaudí Awards 2015 erhielt der Film fünf Nominierungen, darunter für die beste Regie, das beste Drehbuch und die beste Kamera.